# New Rumley
New Rumley è una località (unincorporated community) degli Stati Uniti, nella Contea di Harrison, nello stato dell'Ohio.